# التلة
التلة إحدى قرى الجمهورية التونسية، تقع في معتمدية العالية من ولاية بنزرت، جنوب شرقي مدينة بنزرت، قرب قرية الخيتمين. ترقيمها البريدي 7081.

### مواضيع ذات علاقة
- ولاية بنزرت.